# Kanakopsis amieuensis
Kanakopsis amieuensis är en skalbaggsart som beskrevs av Michael S. Caterino 2006. Kanakopsis amieuensis ingår i släktet Kanakopsis och familjen stumpbaggar. Inga underarter finns listade i Catalogue of Life.